# Itaguaí (gemeente)
Itaguaí is een gemeente in de Braziliaanse deelstaat Rio de Janeiro. De gemeente telt 105.633 inwoners (schatting 2009).
De plaats is zetel van het rooms-katholieke bisdom Itaguaí.

## Aangrenzende gemeenten
De gemeente grenst aan Mangaratiba, Paracambi, Piraí, Rio Claro, Rio de Janeiro en Seropédica.

## Verkeer en vervoer
Itaguaí is een havenstad. De haven van Itaguaí is een van de grootste en meest moderne havens van Zuid-Amerika en een belangrijke verbindingsweg, de BR-493 of Arco Metropolitano do Rio de Janeiro, is in constructie (gedeeltelijk in gebruik). De Arco Metropolitano gaat rond de stad Rio de Janeiro en verbindt de haven met Magé en Itaboraí.
Andere verbindingswegen zijn de lange noord-zuidlopende federale weg BR-101 met een lengte van 4.772 km tussen Touros en São José do Norte en de 15 km lange RJ-099 naar Seropédica.